# Il mistero di Donald C.
Il mistero di Donald C. (The Mercy) è un film del 2018 diretto da James Marsh con protagonisti Colin Firth e Rachel Weisz.
La pellicola narra le vicende di Donald Crowhurst, imprenditore e velista dilettante britannico che partecipò alla Golden Globe Race nel 1968, la cui storia fu portata sul grande schermo già col documentario Deep Water - La folle regata (2006).

## Trama
Donald Crowhurst, commerciante e velista dilettante, decide di partecipare alla Golden Globe Race, regata in solitaria intorno al mondo senza scalo, organizzata sull'onda dell'entusiasmo delle recenti imprese di Francis Chichester. Attirato dall'ammontare del premio in denaro messo in palio dalla rivista Sunday Times, Crowhurst partecipa per salvare la sua attività commerciale sull'orlo del fallimento e procurare a sé e alla famiglia mezzi di sostentamento adeguati.
Salpato da Teignmouth il 31 ottobre 1968, dopo alcuni incidenti che avevano già ritardato più volte la sua partenza, si trovò ben presto a fronteggiare grosse difficoltà. Iniziò a comunicare false posizioni alla giuria, annotando sul diario di bordo il viaggio reale, durante il quale non lasciò mai l'Oceano Atlantico e non doppiò alcuno dei capi indicati nel regolamento della gara.

## Produzione
Le riprese del film sono iniziate il 20 maggio 2015 nel Regno Unito: a giugno le riprese si sono svolte a Teignmouth, nel Devon e nel Dorset; a luglio invece vengono effettuate a Malta.
Durante le riprese Colin Firth si è lussato l'anca ed è stato ricoverato.

## Promozione
Il primo trailer del film viene diffuso il 16 novembre 2017.

## Distribuzione
Il film è stato distribuito nelle sale cinematografiche britanniche a partire dal 9 febbraio 2018, ed in quelle italiane dal 5 aprile dello stesso anno.